# Jablanac
Jablanac je naselje u Hrvatskoj, u Ličko-senjskoj županiji. Upravno pripada gradu Senju.
Naselje se nalazi u maloj lučici u kojoj su nekada pristajali trajekti za otok Rab. U neposrednoj blizini nalazi se zaštićeni krajolik Zavratnica.

## Zemljopis
Nalazi se na 44°43' sjeverne zemljopisne širine i 14°53' istočne zemljopisne dužine, na mjestu gdje se kontinentska Hrvatska najviše približila otoku Rabu, a podno Velebita.

## Stanovništvo
- 1971. – 330 (Hrvati – 312, Jugoslaveni – 12, Srbi – 2, ostali – 4)
- 1981. – 219 (Hrvati – 202, Srbi – 10, Jugoslaveni – 4, ostali – 3)
- 1991. – 158 (Hrvati – 150, Jugoslaveni – 3, Srbi – 2, ostali – 3)
- 2001. – 118 (Hrvata)
- 2011. – 83[4]

## Povijest
Prvi put se spominje 27. listopada 1179. Romansko ime Ablana pod kojim se javlja u dokumentima je zapravo talijanizirani oblik hrvatskog imena Jablanac.
Kroz povijest su se za vlast nad Jablancem otimali knezovi Frankapani, rapski knezovi, buški župani i Šubići.
1251. je ban Stjepan Gut-Keled odlučio podignuti o svom trošku u Jablancu "na brdu Jablaniću" utvrđeni grad i da će njegovi stanovnici imati sloboštine kao što ih ima Šibenik, Trogir i ini kraljevski gradovi na moru. U to vrijeme je Jablanac bio pod nadležnošću rapske biskupije. Stanovnici su, sudeći prema tekstovima iz povijesnih dokumenata pisanih glagoljicom, bili čakavci, iz iste skupine kojoj su pripadali lički, krbavski, pounjski i čakavci koji su živili uz rijeku Sanu.
Martolozi su kao prethodnica turskih osvajanja opustošili Podgorje (posebice Karlobag na poklade 1525.), što je za posljedicu imalo raseljavanje domicilnog stanovništva. Jedno vrijeme se držala posada u Jablancu, koja je raspuštena nakon pogibije Petra Kružića. Potom se napustilo cijeli podgorski kraj zbog izloženosti prema turskim položajima.
Nakon oslobađanja od Turaka sredinom 17. stoljeća, vlasti su odlučile repopulirati ovaj kraj, a za nove naseljenike se izabralo bunjevačke Hrvate. Doselilo ih se u nekoliko valova. Prvi val iz 1645. (iz Jasenice i Pozrmanja) nije uspio, jer je nasilno ponašanje senjskog kapetana prouzročilo da su ti doseljenici produžili dalje na Pag, Rab i okolicu Ražanca i Vinjerca. 1655. dolaze Bunjevci iz okolice Obrovca, Zelengrada i Karina. Iako doseljavanje nije bilo potpuno uspješno, potaklo je Bunjevce iz Liča, Krmpota i Krivog Puta na preseljavanje u Podgorje, među ostalim i u Jablanac, tako da su do 1690. stanovnici jablanačkog kraja bili Bunjevci iz Liča te oni iz Pozrmanja, Ražanca i Posedarja.

## Kultura
- ruševine slobodnog kraljevskog grada Jablanića iz 1251.

## Poznate osobe
- Šime Balen, hrv. novinar, direktor Tanjuga, hrv. i jug. političar i diplomat
- Josip Jurjević-Jurčić de Tuol, jedan od prvih hrvatskih stručnjaka za rudno pravo i statistiku

## Vanjske poveznice
- Jablanac
- Jablanac na fallingrain.com

|  | Zajednički poslužitelj ima još gradiva o temi Jablanac |